# جايسون كرافت
جايسون كرافت (بالإنجليزية: Jason Craft)‏ هو لاعب كرة قدم أمريكية أمريكي، ولد في 13 فبراير 1976.

## وصلات خارجية
- جايسون كرافت على موقع مرجع كرة القدم المحترفة.كوم (الإنجليزية)